# Olympe de Gouges
(Olympe de Gouges, nell'articolo 1 della Dichiarazione dei diritti della donna e della cittadina)
Olympe de Gouges, pseudonimo di Marie Gouze (Montauban, 7 maggio 1748 – Parigi, 3 novembre 1793), è stata una drammaturga e attivista francese che visse durante la rivoluzione francese. I suoi scritti femministi e abolizionisti ebbero grande risonanza.
Nel 1788 pubblicò le Réflexions sur les hommes negros in cui prendeva posizione contro la schiavitù nera negli Stati Uniti, e nel 1791 la Dichiarazione dei diritti della donna e della cittadina, in cui dichiarava l'uguaglianza politica e sociale tra uomo e donna.
Il 3 novembre 1793 fu ghigliottinata perché si era opposta all'esecuzione di Luigi XVI e pare avesse attaccato il Comitato di Salute Pubblica. Con la sua morte si avvia non solo la repressione spietata di ogni dissidenza (si veda anche Condorcet), ma un'involuzione liberticida, anche dovuta allo stato di guerra ormai permanente posto in essere dalle potenze alleate e controrivoluzionarie (Prussia, Inghilterra, Austria e Russia).

## Biografia

### Infanzia e formazione
Nata il 7 maggio 1748 a Montauban, Marie Gouze è dichiarata figlia di Pierre Gouze e di Anne-Olympe Mouisset, sposata nel 1737, ma ella apprende ben presto, dalla madre, di essere figlia illegittima di Anne e del poeta Jean-Jacques Le Franc de Pompignan, padrino di sua madre.
Ufficialmente Pierre Gouze non firmò mai il certificato battesimale di Olympe, né Lefranc riconobbe mai la paternità.
L'educazione di Marie Gouze fu scarsa, così come quella di sua madre, sebbene quest'ultima avesse avuto un istitutore privato. In Occitania il francese era considerato una seconda lingua, quella degli scritti ufficiali, tanto che infatti le sue opere teatrali risentono ancora molto del dialetto. Tuttavia, nonostante tale modesta formazione, nella sua vita avrebbe scritto più di 4000 pagine fra pamphlet e opere politiche e teatrali.
Il 24 ottobre 1765, a soli 16 anni, si sposa contro la sua volontà con l'Ufficiale dell'Intendenza e ristoratore Louis-Yves Aubry, e a tal proposito scriverà sul suo diario:
(Olympe de Gouges)
I suoi genitori offrono allo sposo della figlia una dote di 800 franchi in argento, mobili e oggetti casalinghi. I due sposi vivono insieme come piccoli borghesi benestanti, però senza mai amarsi. Olympe resta presto incinta di un bambino maschio (nato il 29 agosto 1766), ma diviene quasi subito vedova. Delusa dalla sua esperienza coniugale, in seguito rifiutò sempre di risposarsi, considerando il matrimonio come la tomba della fiducia e dell'amore.
D'ora in poi si farà chiamare col nome di «Marie-Olympe», o più semplicemente di «Olympe», in onore di sua madre, e in seguito aggiungerà anche la particella "de" al suo patronimico «Gouze» o piuttosto «Gouges», per nobilitare il cognome.
Verso il 1770 lascia Montauban col figlio Pierre, futuro generale dell'esercito della Repubblica, per raggiungere la sorella sposata con un medico a Parigi, dove sognava di dare al figlio un'educazione adeguata, al contrario di quella a lei impartita.

### Parigi, i salotti e il teatro

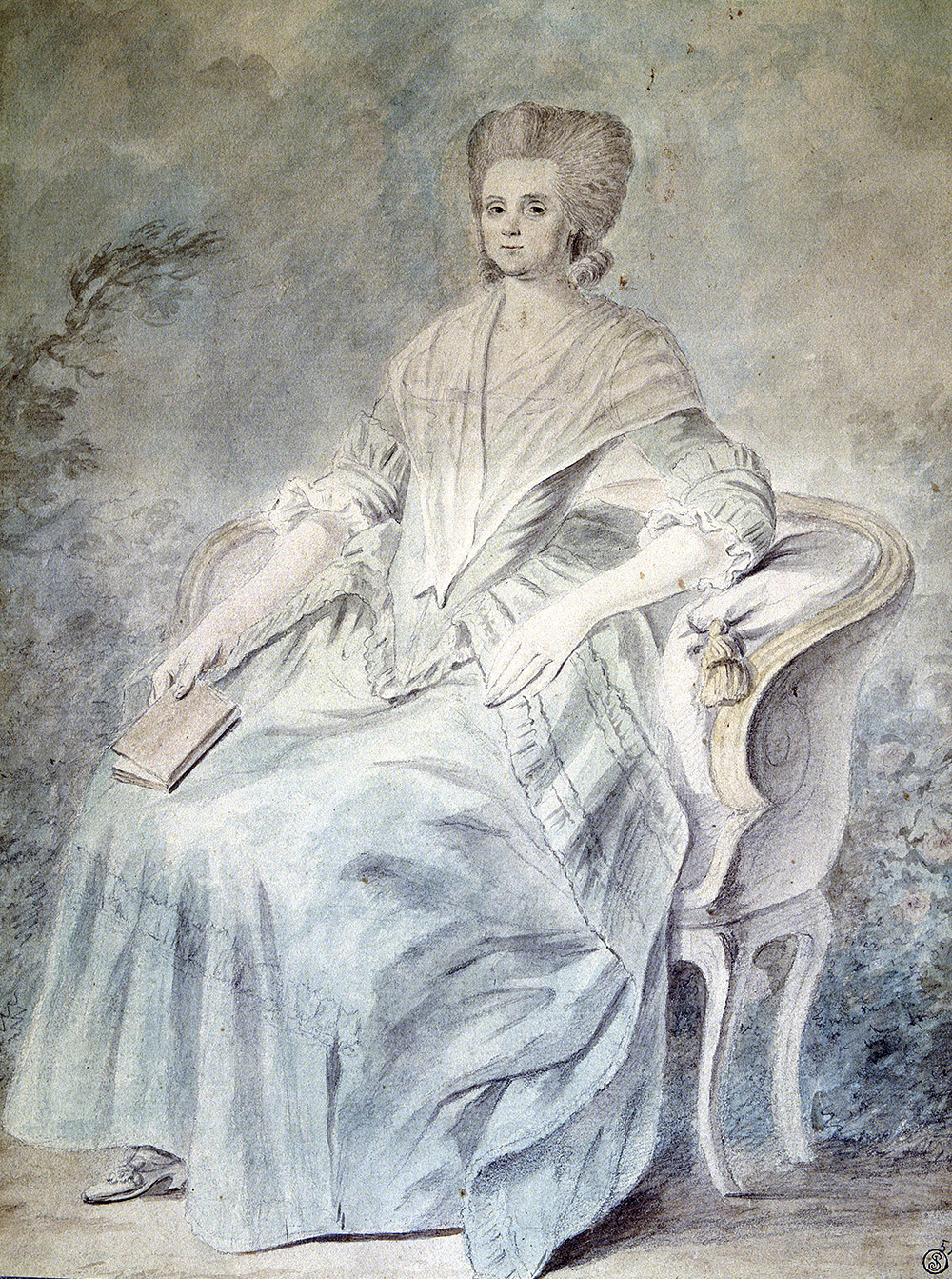
Ritratto di Olympe de Gouges (1793)

Trasferitasi, a Parigi conosce la società alla moda, tanto che a un certo punto fu definita "una delle donne più belle e influenti di Parigi" e strinse amicizia con la marchesa Madame de Montesson e Luigi Filippo II, duca d'Orléans.  De Gouges inizia a frequentare i salotti artistici e filosofici di Parigi, dove svolge dibattiti con molti scrittori della Francia dell'epoca, tra cui La Harpe, Rivarol e Sébastien Chamfort, così come dei futuri politici di spicco come Jacques Pierre Brissot e Nicolas de Condorcet. Viene inoltre invitata nei salotti della cara amica Madame de Montesson e della contessa Giuseppina Beauharnais, la futura Imperatrice di Francia, che erano entrambe anche drammaturghe, e da cui viene avvicinata al mondo del teatro.
È in questo periodo che De Gouges inizia la sua carriera di scrittrice, pubblicando il suo primo romanzo nel 1784, e allo stesso tempo iniziando una prolifica carriera come drammaturga. Come donna di provincia e di umili origini, si modellò per adattarsi al raffinato e borghese stile di vita parigino.
A Parigi inoltre Olympe lega con un alto funzionario della marina, direttore di una potente compagnia di trasporti militari che lavorava con lo Stato. Egli le propone di sposarlo, lei rifiuta, ma il loro legame dura fino alla rivoluzione. È dunque falso affermare che Marie-Olympe de Gouges era una «cortigiana». Coabita con vari uomini che l'aiutano finanziariamente a mantenere un tenore di vita borghese. Ha certamente avuto passioni e amori, ma nulla in confronto al libertinaggio praticato a Versailles o dall'alta borghesia parigina. Accusata quindi spesso di avere "costumi troppi libertini", anche nei suoi rapporti con gli uomini, riesce comunque ad emergere nel mondo letterario francese e ad aggirare l'opprimente censura; è in questi anni che inizia a porta avanti la sua lotta anche per garantire i diritti dei bambini, di assistenza e tutela alle donne incinte, delle classi sociali meno abbienti, dei disabili, degli anziani e perfino degli afroamericani ridotti in schiavitù oltreoceano.
Dal 1778 iniziò a cimentarsi nello scrivere delle commedie, dato che il teatro era passione di tutta la sua vita. Indipendentemente dal suo teatro politico che è stato rappresentato ai tempi della rivoluzione, la commedia che l'ha resa celebre ai suoi tempi è stata l'Esclavage des Noirs, pubblicata nel 1792 e inserita nel repertorio della Comédie-Française col titolo di Zamore e Mirza, o il felice naufragio. Questa commedia e un'altra intitolata le Marché des Noirs (1790), come anche le sue Riflessioni sugli uomini negri (in francese Réflexions sur les hommes nègres) (1788) le hanno permesso di farsi ammettere alla Società degli amici dei Neri, la lobby degli abolizionisti, creata nel 1788 da Brissot.

Nelle sue Riflessioni sugli uomini negri in un passo scrive:
"La razza degli uomini negri mi ha sempre interessato per il deplorevole destino in cui è rinchiusa. Coloro che ho potuto interrogare non hanno mai soddisfatto la mia curiosità e il mio ragionamento. Trattavano queste persone come bruti, esseri che il Cielo aveva maledetto; ma crescendo, ho visto chiaramente che erano stati la violenza e il pregiudizio a condannarli a questa orribile schiavitù, piaga che la Natura non ha mai permesso tra gli animali e che l'ingiusto e potente interesse dei Bianchi hanno iniziato."
Inoltre, Olympe de Gouges criticò spesso la grande ostilità contro le donne non solo da parte degli uomini, ma anche da parte di altre donne. Di ciò parla in una delle sue commedie teatrali, scrivendo:

### La Rivoluzione
Nel 1788, pubblica due opuscoli politici che suscitano clamore e dibattiti in quel periodo, in particolare sul "Journal général de France", ma anche in altri giornali. Olympe sviluppa allora un progetto d'impostazione patriottica nella sua celebre Lettera al Popolo, proponendo un vasto programma di riforme sociali e societarie nelle sue Osservazioni patriottiche. Questi scritti sono seguiti da altri nuovi opuscoli indirizzati ai rappresentanti delle tre principali legislature della rivoluzione, ai club patriottici e a diverse personalità tra cui il membro degli Stati generali del 1789 Honoré Mirabeau, La Fayette e Necker, da lei ammirato particolarmente. Le sue posizioni sono sempre molto vicine a quelle degli ospiti del salotto di Auteuil di Madame Helvétius, moglie del filosofo Adrien Helvétius.
In questo luogo di incontri culturali, dove si difendeva il principio di una monarchia costituzionale, venivano discussi anche molti altri argomenti concernenti l'emancipazione della società francese e in particolare del ruolo in essa della donna. In relazione con il marchese de Condorcet e con sua moglie Sophie de Grouchy, la Gouges si unisce alle posizioni dei Girondini nel 1792. Frequenta anche François-Joseph Talma, Charles marchese de Villette, Louis Sebastien Mercier e Michel de Cubières, segretario generale della Comune dopo il 10 agosto. Grazie a loro, Olympe diviene repubblicana come del resto molti dei membri della società d'Auteuil e tutti si opposero alla condanna a morte di Luigi XVI.
Il 16 dicembre 1792 Olympe de Gouges si offre di assistere Malesherbes nella difesa del re davanti alla Convenzione, ma la sua richiesta è rigettata con dispetto. Ella sostiene che le donne sono capaci di assumere delle responsabilità tradizionalmente riservate agli uomini e, praticamente in tutti i suoi scritti, chiede che le donne vengano ammesse ai dibattiti politici e sociali. Scrive: «Se la donna ha il diritto di salire sul patibolo, allora dovrà anche avere il diritto di salire sulla tribuna.» Per prima cosa, ottiene che le donne siano ammesse a una cerimonia a carattere nazionale, «la festa della legge» del 3 giugno 1792 poi alla commemorazione della presa della Bastiglia il 14 luglio 1792.
Olympe de Gouges fa della difesa dei diritti delle donne un compito che assolve con ardore fin dall'inizio della sua carriera letteraria. Rivolgendosi a Maria Antonietta, redige la Dichiarazione dei diritti della donna e della cittadina, ricalcata dalla Dichiarazione dei diritti dell'uomo e del cittadino del 1789, nella quale afferma l'uguaglianza dei diritti civili e politici tra i due sessi, che nessuno dei due deve prevalere sull'altro, e insiste affinché si restituiscano alla donna quei diritti naturali che la forza del pregiudizio le ha sottratto. Olympe chiede la possibilità di sciogliere un matrimonio e l'instaurazione del divorzio, che sarebbe stato ammesso all'indomani della rivoluzione, proprio grazie alle richieste determinate di Olympe.
La scrittrice avanza inoltre l'idea di un contratto firmato tra concubini e milita per la libera ricerca della paternità e il riconoscimento dei figli nati fuori dal matrimonio, altro tema molto caro alla De Gouges, dato che il suo padre biologico non le aveva mai concesso il riconoscimento né il certificato di nascita.

È anche tra le prime persone a promuovere un sistema di welfare, formulando a grandi linee un sistema di protezione materna e infantile e raccomanda la creazione di seminari nazionali per combattere la disoccupazione. Analogamente propone la creazione di alloggi per i non abbienti e quella di ricoveri dignitosi per i mendicanti.

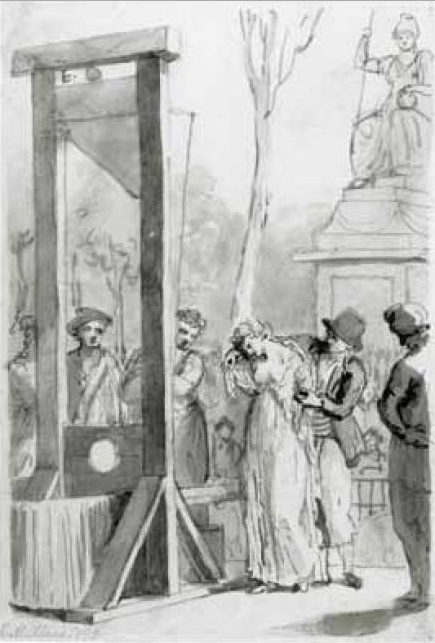
Esecuzione di Olympe de Gouges. Sul carro che la condusse alla ghigliottina, ella riaffermò: «Le donne avranno pur diritto di salire alla tribuna, se hanno quello di salire al patibolo».

### La morte
Nel 1793 ella assume l'accusa contro i responsabili delle atrocità del 2 e 3 settembre 1792, indicando tra questi in particolare Marat. Sospettando poi che Robespierre aspiri alla dittatura, lo interpella con numerosi scritti che le valgono una denuncia al club dei Giacobini. Dopo la messa in stato di accusa del partito dei girondini alla convenzione, il 2 giugno 1793, indirizza una lettera piena di energia e di coraggio indignandosi di una misura presa contro i principi democratici (9 giugno 1793). La lettera è censurata già nel corso della lettura di essa in una pubblica assemblea. Opponendosi a una legge del marzo 1793 sulla repressione degli scritti denuncia il fatto che essa confligge con i principi repubblicani. Redige poi un manifesto di ispirazione federalista, dal titolo "Le Tre urne o il Saluto della patria, da parte di un viaggiatore aereo". Viene arrestata e deferita al tribunale rivoluzionario il 6 agosto 1793 dove viene messa sotto accusa per le posizioni assunte.
Benché ammalata è rinchiusa nella prigione dell'abbazia di Saint-Germain-des-Près, richiedendo invano cure adeguate. Inviata nella petite Force divide la cella con Madame de Kolly, una donna incinta già condannata a morte. Nell'ottobre seguente, ottiene il trasferimento nella pensione di Madame Mahay, una sorta di prigione per ricchi dove il regime carcerario era più blando e tollerante e dove, si dice, avrebbe avuto una relazione con un altro prigioniero. Questi la convince a tentare l'evasione, ma ella preferisce seguire le vie legali contrastando le pesanti accuse contro di lei, reclamando pubblicamente il processo con due manifesti molto coraggiosi che riuscì a far uscire clandestinamente di prigione.
Condotta in tribunale il mattino del 2 novembre, appena 48 ore dopo l'esecuzione dei suoi amici girondini, viene condannata a morte sulla ghigliottina. Contrariamente a quello che il biografo postumo Jules Michelet scrisse nel secolo successivo, le testimonianze dell'epoca affermano che ella salì sul patibolo senza alcun timore, con grande coraggio e dignità.
La sua ultima lettera (datata novembre 1793) è per suo figlio, l'aiutante generale Aubry de Gouges, che la disconobbe per paura di essere inquisito, e a cui la madre scrive: "Muoio, mio caro figlio, vittima della mia idolatria per la madrepatria e per il popolo. Sotto la maschera speciosa del repubblicanesimo, i suoi nemici mi hanno portato senza rimorsi al patibolo".
Nella sua Dichiarazione dei Diritti della Donna, ribadisce un'ultima volta: "Come la donna ha il diritto di salire sul patibolo, deve avere altresì il diritto di salire alle più alte cariche".
Ma il procuratore della Comune di Parigi, Pierre-Gaspard Chaumette, nel suo discorso ai repubblicani, aveva irriso alle sue dichiarazioni e manifestato compiacimento per la condanna a morte, meritata secondo lui, se non altro perché aveva "dimenticato le virtù che convenivano al suo sesso".

Gli ultimi istanti della vita di Olympe sono minuziosamente descritti da un autore anonimo parigino che tiene una cronaca degli eventi di quegli anni e che scrive:
"Ieri, alle sette di sera, una persona straordinaria, di nome Olympe de Gouges, che portava l'imponente titolo di donna di lettere, è stata condotta al patibolo, mentre tutta Parigi, pur ammirando la sua bellezza, sapeva che non conosceva neppure l'alfabeto... Si è avvicinata al patibolo con un'espressione calma e serena sul viso, e ha costretto le furie della ghigliottina, che l'avevano spinta in quel luogo di tortura, ad ammettere che tanto coraggio e tanta bellezza non si erano mai visti prima... Quella donna... si era gettata nella Rivoluzione, corpo e anima. Ma avendo rapidamente percepito quanto atroce fosse il sistema adottato dai giacobini, ha scelto di tornare sui suoi passi. Ha tentato di smascherare i malvagi attraverso le produzioni letterarie che aveva stampato e pubblicato. Non gliel'hanno mai perdonata, e ha pagato la sua negligenza con la testa."

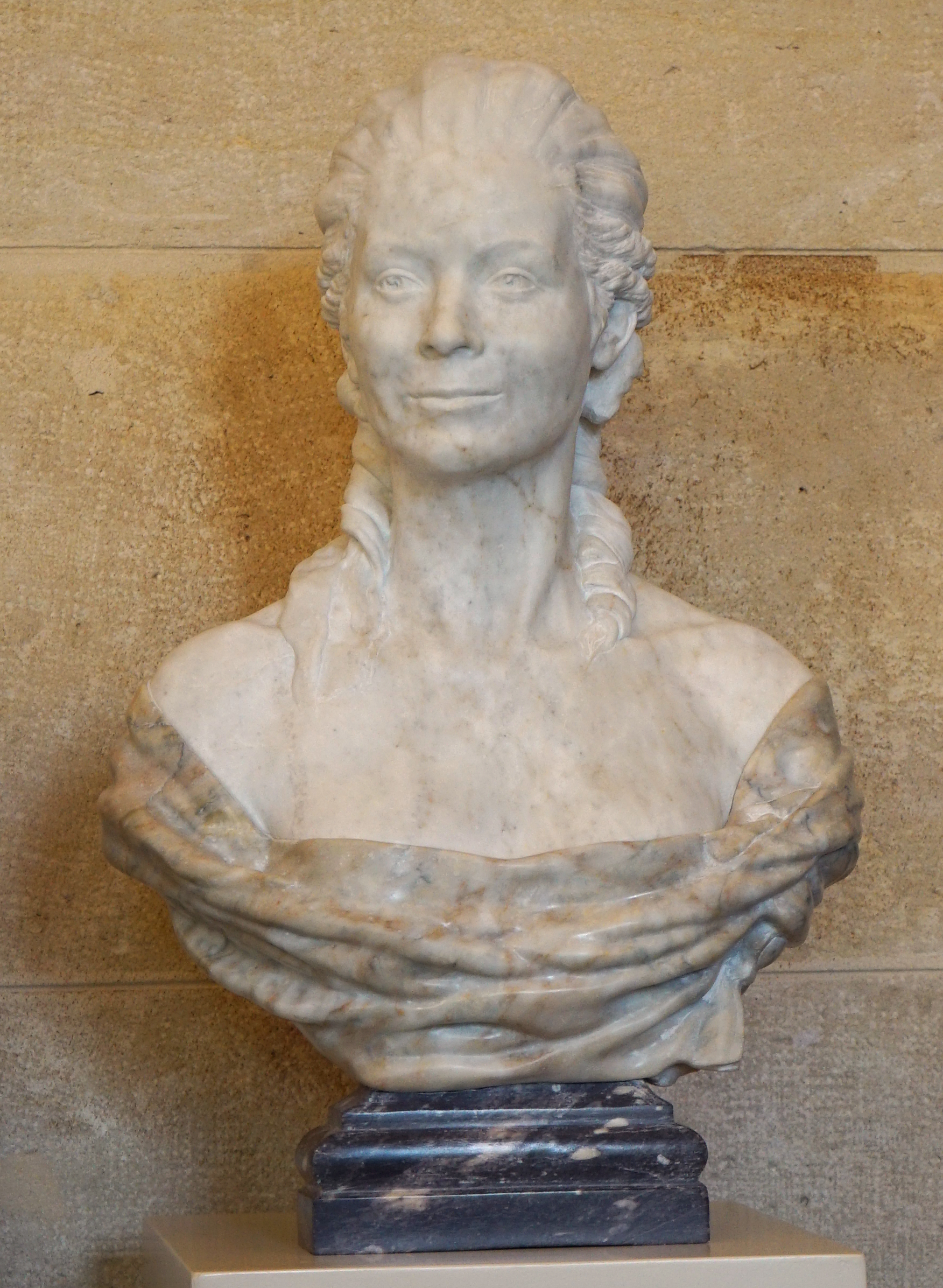
Busto di Olympe de Gouges a Palazzo Borbone, a Parigi

Olympe de Gouges viene sepolta presso il Cimitero della Madeleine, a Parigi.

## Opere
Teatro
- l'Esclavage des Noirs ou l'heureux naufrage (1786)
- L'Homme généreux (1786)
- Les Démocrates et les aristocrates, ou les curieux du champ de Mars (1790)
- La Nécessité du divorce (1790)
- Le Couvent, ou les vœux forcés (1790)
- Mirabeau aux Champs Élysées (1791)
- La France sauvée, ou le tyran détrôné (1792)
- L'Entrée de Dumouriez à Bruxelles, ou les vivandiers (1793)
- Déclaration des droits de la femme et de la citoyenne (1791)

## Eredità

### Dopo la Rivoluzione
Nella sua vita, Olympe de Gouges subì pregiudizi (si diceva, per esempio, che non sapesse scrivere e qualcun altro scrivesse per lei) e, nello stesso tempo, una certa ostilità da parte delle donne e dopo la sua esecuzione venne ricordata soprattutto come una prostituta, dai costumi "eccessivamente libertini e senza ritegno".
La sua esecuzione venne usata come monito per altre donne politicamente attive com'era lei. Infatti, alla riunione della Comune del 15 novembre 1793, il politico Pierre-Gaspard Chaumette mise in guardia un gruppo di donne che indossavano cappelli frigi, ricordando loro della "impudente Olympe de Gouges, che fu la prima donna a fondare circoli politici femminili, che abbandonò le preoccupazioni della sua casa per intromettersi negli affari della Repubblica e la cui testa cadde sotto la lama vendicatrice della legge". Questa caratterizzazione postuma di de Gouges da parte dell'establishment politico fu fuorviante, poiché in realtà de Gouges non aveva mai avuto alcun ruolo nella fondazione della "Società delle donne repubblicane rivoluzionarie". Nei suoi scritti politici de Gouges non aveva neanche mai chiesto alle donne di abbandonare le proprie  case, ma fu dipinta dai politici come una "nemica dell'ordine naturale e quindi nemica del partito giacobino al potere". Paradossalmente, le due donne che davvero avevano fondato la Società delle donne repubblicane rivoluzionarie, Claire Lacombe e Pauline Léon, non furono giustiziate, al contrario di Olympe. Lacombe, Léon e la politica Théroigne de Méricourt avevano parlato nei circoli femminili e misti e all'Assemblée, mentre de Gouges aveva mostrato una certa riluttanza a impegnarsi in discorsi pubblici, ma aveva pubblicato prolificamente opuscoli. Tuttavia, Chaumette era un fermo oppositore dei Girondini e aveva caratterizzato de Gouges come "innaturale e antirepubblicana" prima della sua esecuzione.
L'anno 1793 è stato successivamente descritto come una data spartiacque per l'inizio dell'emancipazione delle donne nella Francia rivoluzionaria. Quell'anno furono giustiziate numerose donne con un ruolo pubblico in politica, tra cui la nobile Marie-Jeanne Roland e ovviamente la regina Maria Antoinetta. La nuova Femme Républicaine era la madre repubblicana che nutriva la nuova cittadinanza. Durante questo periodo la Convenzione proibì tutte le associazioni politiche femminili e giustiziò molte donne politicamente attive.
Il 1793 segnò anche l'inizio del Regime del Terrore (durato fino al luglio 1794), dove migliaia di persone furono giustiziate. Dall'altra parte dell'Atlantico, al contrario, gli osservatori mondiali della Rivoluzione francese rimasero scioccati da ciò, e portarono avanti gli ideali di "liberté, égalité, fraternité", che oramai avevano preso vita propria.
La Dichiarazione dei diritti della donna e della cittadina di De Gouges era stata ampiamente riprodotta e aveva influenzato gli scritti dei sostenitori delle donne nel mondo atlantico. Un anno dopo la pubblicazione del capolavoro di Olympe, nel 1792, la grande filosofa inglese nonché osservatrice da vicino della Rivoluzione francese Mary Wollstonecraft pubblicò la celeberrima opera protofemminista A Vindication of the Rights of Woman (in italiano "Rivendicazione dei diritti della donna"). Gli scritti sulle donne e sulla loro mancanza di diritti che nacquero in quest'epoca, come quello di Wollstonecraft, si ispirarono ampiamente agli scritti rivoluzionari di Olympe De Gouges, e divennero presto disponibili, condividendo ideali di uguaglianza tra donne e uomini in tutto il mondo. L'esperienza delle donne francesi nella lotta per l'emancipazione durante la Rivoluzione entrò quindi nella coscienza collettiva.

### Dal Novecento ad oggi
Nel 1904 
Bisognerà attendere la fine della Seconda guerra mondiale perché Marie-Olympe de Gouges esca dalla caricatura e dall'aneddoto. Studiata, discussa, particolarmente negli Stati Uniti, in Giappone e in Germania, la sua originalità, la sua indipendenza di spirito, i suoi scritti coraggiosi e la sua generosità senza fine, la sua onestà intellettuale ne fanno una delle più belle figure umaniste della fine del Settecento.
In Francia, nei preparativi delle manifestazioni per il bicentenario della rivoluzione, i testi di Olympe de Gouges sono stati letti, editi, assicurandole finalmente una prima e modesta forma di riconoscimento.

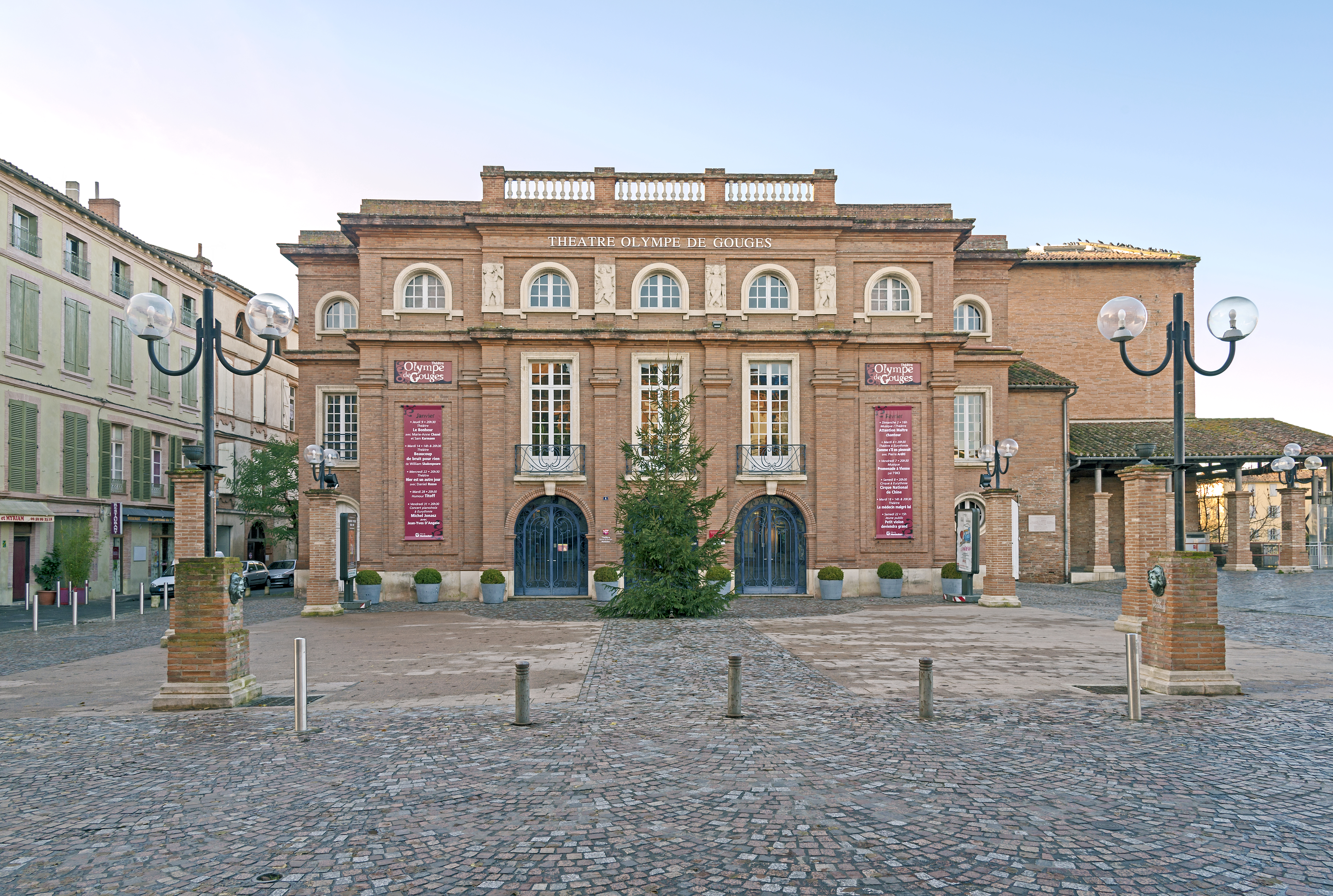
Il teatro di Montauban, dedicato proprio a Olympe de Gouges

Dopo l'ottobre 1989, grazie all'iniziativa della storica Catherine Marand-Fouquet, molte petizioni sono state indirizzate alla presidenza della Repubblica per chiedere che le ceneri di Olympe de Gouges fossero portate al Pantheon. Nel novembre 1993, la stessa Catherine Marand-Fouquet iniziò una manifestazione davanti al Panthéon per commemorare il bicentenario dell'esecuzione di Olympe.
Il 7 marzo 2007, a Digione, durante la campagna presidenziale, Ségolène Royal ha promesso che, nel caso fosse stata eletta alla Presidenza della Repubblica, avrebbe trasferito le ceneri di Olympe de Gouges al Pantheon di Parigi.
Alla letterata sono state dedicate una piazza omonima a Parigi e il teatro della sua città natale, Montauban.
Infine, la regista francese Olympe de G. ha dichiarato che il suo nome d'arte è stato scelto in onore di Olympe de Gouges.